# Пресс-форма
Пресс-форма — сложное устройство для получения изделий различной конфигурации из металлов, пластмасс, резины и других материалов под действием давления, создаваемого на литьевых машинах.

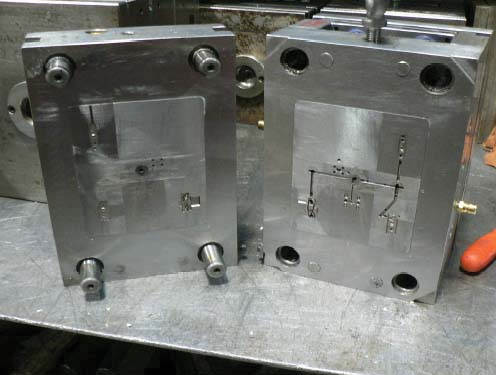
Пресс-форма для литья пластмасс под давлением

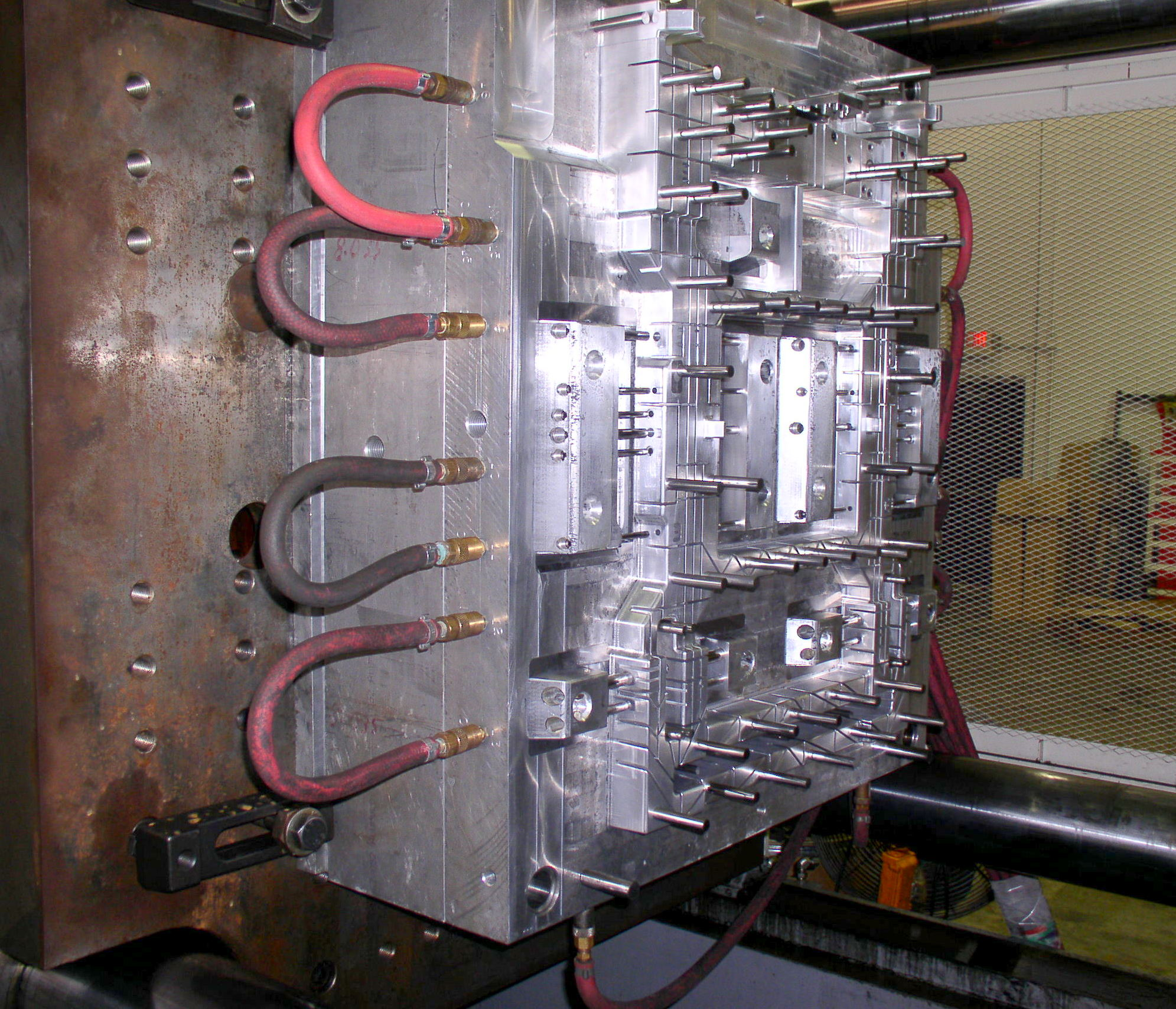
Матрица прес-формы для литья под давлением, установленная на литейной машине

Пресс-формы применяют при литье под давлением металлов и полимерных материалов, литье по выплавляемым моделям, прессовании полимерных материалов. Различают множество видов пресс-форм: ручные, полуавтоматические и автоматические; съёмные, полусъёмные и стационарные; с горизонтальной и вертикальной плоскостями разъёма; с одной или несколькими плоскостями разъёма. Пресс-форма состоит из неподвижной части (матрицы), и подвижной части (пуансона), формующие полости которых являются обратным (негативным) отпечатком внешней поверхности заготовки. В одной пресс-форме может одновременно формоваться несколько деталей (многоместные формы). Подвод материала к формующей полости осуществляется через литниковую систему: центральный, разводящий и впускные литники, а съём готового изделия — при помощи системы выталкивания. В зависимости от материала и требований к получаемой заготовке в форме поддерживают определённый температурный баланс. Для регулирования температуры формы в основном используют воду, пропуская её через каналы охлаждения.
Ввиду относительно сложного процесса изготовления и высокой стоимости пресс-форм, их использование в основном характерно для серийного и массового производства.

## Классификация пресс-форм
Пресс-формы прямого прессования. В пресс-форме прямого прессования загрузочная камера является продолжением матрицы. Материал загружают в матрицу, где он, нагреваясь, приобретает пластичность, а затем уплотняется под действием пуансона. Пресс-форма прямого прессования полностью смыкается, когда окончательно оформлено изделие. Такой класс пресс-форм используют для производства малых партий простых по конфигурации изделий.
Пресс-формы литьевого прессования. В пресс-форме литьевого прессования загрузочная камера выполняется отдельно от формообразующей полости и перед заполнением её материалом пресс-форма полностью сомкнута. Пресс-материал поступает из загрузочной камеры в формообразующую полость через литниковые отверстия (каналы). Пресс-формы литьевого прессования выполняются с верхней или нижней загрузочной камерой. Такой класс пресс-форм используют для массового производства изделий практически любой сложности.

## Производители пресс-форм в России
1. Инженерная компания
2. PROF-NN
3. AMT
4. POLYFORM